# Betta smaragdina
Betta smaragdina (лат.) — вид лабиринтовых рыб из семейства макроподовых (Osphronemidae), обитающий в Юго-Восточной Азии. Зеленый и синий цвета этот вид приобретает из-за преломления и интерференции света, происходящей в результате присутствия шестиугольных кристаллов размером менее 0,5 микрометра. Является декоративной аквариумной рыбой.

## Описание
Betta smaragdina вырастает до максимальной общей длины 7 см.

## Распространение
Обитает в Таиланде и Лаосе, где встречается в бассейнах рек Меконг и Чао Прайя, часто встречается в реках Мун и Чи в районе Исана в Таиланде.

## Среда обитания
Населяет в стоячие или застоявшиеся водоемы, включая рисовые поля, болота, придорожные канавы, ручьи и пруды. Эти водоемы обычно затенены прибрежной растительностью и имеют на дне слой из опавших листьев, грязи или песка
.

## Охрана
Занесен в список МСОП как объект с недостатком данных для оценки. Редок во всем ареале, и популяция вида сокращается. Ему угрожают разрушение среды обитания, загрязнение окружающей среды и гибридизация со сбежавшими домашними представителями рода Betta.

## Питание
В дикой природе Betta smaragdina питается наземными и водными беспозвоночными. В неволе его обычно кормят живым или замороженным кормом, таким как дафния, артемия или мотыль.

## Размножение
Перед нерестом самцы строят пузырьковое гнездо. Температура, при которой обычно происходит размножение, составляет от 25,6 до 26,7 °C. Самцы и самки могут жить вместе, и должны заранее привыкнуть друг к другу для размножения. Когда самка готова к размножению, она становится светлее и у нее появляются вертикальные полосы. После спаривания самец ловит падающие икринки и помещает их в свое пузырьковое гнездо. Через 1-2 дня мальки вылупляются и продолжают поглощать желточный мешок в течение 3-4 дней. Через 4-5 дней мальки переходят в свободное плавание. До этого момента о них заботится самец.

## Генетическое разнообразие
Betta smaragdina sp. guitar представляет собой естественно сформированный подвид и обитает только в Буенг Кхонг Лонг, провинция Буенг Кан на северо-востоке Таиланда (Исан). Что отличает их от обычного B. smaragdina, так это гитароподобные отметины на спинном и хвостовом плавниках. По окраске и размеру они одинаковы, за исключением брюшных, которые, как правило, длиннее.